# Bảo tàng Khu vực Stanisław Sankowski ở Radomsko
Bảo tàng Khu vực Stanisław Sankowski ở Radomsko (tiếng Ba Lan: Muzeum Regionalne im. Stanisława Sankowskiego w Radomsku) là một bảo tàng nằm bên trong Tòa thị chính Radomsko, được xây dựng từ năm 1859, tọa lạc tại số 1 Phố Narutowicza, thị trấn Radomsko, Ba Lan.

## Lược sử hình thành
Ý tưởng thành lập một bảo tàng ở Radomsko đã có từ những năm trước Chiến tranh thế giới thứ hai, nhưng mãi đến năm 1970 Bảo tàng Khu vực Stanisław Sankowski ở Radomsko mới chính thức được thành lập.
Năm 2003, Bảo tàng được bổ sung thêm một phòng trưng bày dành cho các bức tranh của các nghệ sĩ đương đại.

## Triển lãm

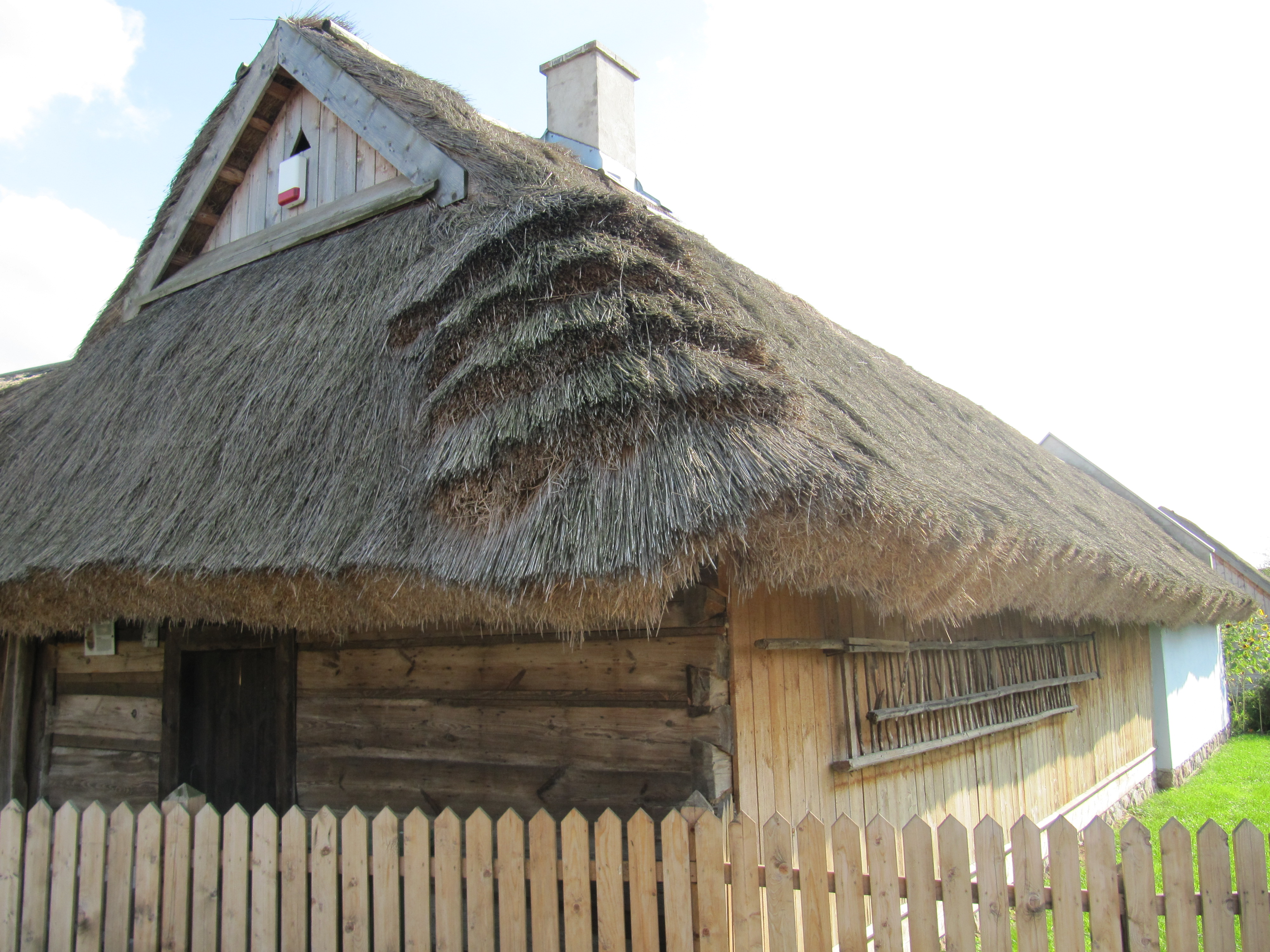
Trang trại Tatar

Bộ sưu tập của Bảo tàng Khu vực Stanisław Sankowski hiện bao gồm một triển lãm về lịch sử của thành phố Radomsko và các vùng đất lân cận từ thời tiền sử cho đến ngày nay, và một triển lãm dân tộc học.
Bảo tàng cũng bao gồm các bộ sưu tập được tập hợp và triển lãm tại Trang trại Tatar (nằm ở số 9 Phố Częstochowska) và tại nơi trước đây là Trung tâm giam giữ thành phố, nhằm phục vụ khách tham quan tìm hiểu về lịch sử của Radomsko trong Chiến tranh thế giới thứ hai.

## Giờ mở cửa
Bảo tàng Khu vực Stanisław Sankowski ở Radomsko hoạt động quanh năm, mở cửa tất cả các ngày trong tuần trừ thứ Bảy. Khách tham quan phải trả phí vào cửa.